# Ethelinde von Northeim
Gräfin Ethelinde von Northeim (* um 1050; † nach 1075) war durch Heirat Herzogin von Bayern und später Gräfin von Calvelage. Ethelinde war Erbin der Grafschaft Emsland.

## Leben
Älteste Tochter des Grafen Otto von Northeim (1020–1083) und seiner Gattin Richenza von Schwaben (1025–1083), Tochter des Grafen Otto II. Durch ihre Mutter war sie auch eine Ur-Urenkelin des Kaisers Otto II.
Im Jahr 1062 wurde Ethelinde mit Herzog Welf IV. von Bayern (1030/40–1101), Sohn des Markgrafen Alberto Azzo II. d’Este und seiner Gemahlin Kunigunde von Altdorf, verheiratet. Die Ehe wurde 1070 wegen Kinderlosigkeit geschieden.
1070 ging sie eine zweite Ehe ein mit dem Grafen Hermann I. von Calvelage († 1082). Aus der Ehe ging ein Sohn hervor, Graf Hermann II. (1075–1134).
Graf Otto von Northeim war von Kaiserin Agnes 1061 mit dem bayerischen Herzogsamt betraut worden, wohl, weil er der geeignete Mann war, den Ungarn an der Ostgrenze des Reiches gegenüberzutreten. In seiner neuen Stellung suchte Otto Verbindung zu anderen Großen des Reiches und verheiratete bald darauf seine noch sehr junge Tochter Ethelinde mit Welf IV. Aufgrund von Intrigen, die zu seiner Verurteilung führten, verlor Otto von Northeim das Herzogtum Bayern. Herzog von Bayern wurde sein Schwiegersohn. In seiner neuen Stellung löste Welf IV. wegen der antikaiserlichen Haltung Ottos die ihm reichspolitisch nun hinderliche und bis dahin kinderlose Ehe mit Ethelinde. Sie heiratete kurz darauf Graf Hermann I. von Calvelage-Ravensberg.

## Weblink
- Genealogie-Mittelalter Ethelinde von Northeim

| Personendaten    | Personendaten                                                    |
| ---------------- | ---------------------------------------------------------------- |
| NAME             | Ethelinde von Northeim                                           |
| KURZBESCHREIBUNG | durch Heirat Herzogin von Bayern und später Gräfin von Calvelage |
| GEBURTSDATUM     | um 1050                                                          |
| STERBEDATUM      | nach 1075                                                        |